# Buhrîn, Hoșcea
Buhrîn (în ucraineană Бугрин) este localitatea de reședință a comunei Buhrîn din raionul Hoșcea, regiunea Rivne, Ucraina.

## Demografie
Componența lingvistică a localității Buhrîn
     Ucraineană (99,37%)
     Alte limbi (0,57%)
Conform recensământului din 2001, majoritatea populației localității Buhrîn era vorbitoare de ucraineană (99,37%), existând în minoritate și vorbitori de alte limbi.

## Legături externe
- pl Buhryn în Dicționarul geografic al Regatului Poloniei și al altor țări slave, volum I (Aa — Dereneczna) anul 1880